# Stormblåst
Stormblåst (с норв. Буря) — второй студийный альбом норвежской блэк-метал группы Dimmu Borgir. Это последний альбом группы на норвежском языке, остальные альбомы исполнены на английском. Альбом был выпущен в 1996 году лейблом Cacophonous Records и впоследствии переиздан лейблом Century Media в 2001. В ноябре 2005 года альбом был полностью перезаписан и выпущен под названием Stormblåst MMV.
Начиная с этого альбома клавишные стали доминантным инструментом, эта традиция впоследствии закрепилась за группой.
Stormblåst один из трёх полноформатных альбомов группы, название которых состоит из одного слова, а не из трёх, как обычно. Вступление к песне «Guds fortapelse» взято из девятой симфонии («Из Нового Света») Антонина Дворжака. Основной мотив композиции «Sorgens Kammer» был позаимствован из игры «Agony» для компьютера Amiga. Группа не знала об этом (клавишник Стиан Орстад предпочёл не говорить группе о плагиате) до тех пор, пока с ними не связался создатель игры. Чтобы не нарушать авторские права, группа не стала включать композицию в переизданную версию альбома. По этой же причине на переиздании отсутствует клавишное вступление к песне «Alt lys er svunnet hen», являющееся интерпретацией вступления к композиции «Sacred Hour» группы Magnum.

## Список композиций
1. «Alt lys er svunnet hen» (6:07)
2. «Broderskapets ring» (5:10)
3. «Når sjelen hentes til helvete» (4:33)
4. «Sorgens kammer» (6:21)
5. «Da den kristne satte livet til» (3:08)
6. «Stormblåst» (6:16)
7. «Antikrist» (3:43)
8. «Dødsferd» (5:30)
9. «Vinder fra en ensom grav» (4:28)
10. «Guds fortapelse — Åpenbaring av dommedag» (4:24)

## Участники записи
- Шаграт — гитара, вокал
- Силенос — гитара, вокал
- Брюньярд Тристан — бас-гитара
- Стиан Орстад — клавишные
- Тьодальв — ударные